# شا گولی
شا گولی (انگلیسی: Sha Guoli؛ زادهٔ ۳۰ اوت ۱۹۶۰) بازیکن بسکتبال اهل چین بود. وی در بازی‌های المپیک تابستانی ۱۹۸۸ شرکت کرده‌است.